# 国鉄591系電車
591系電車（591けいでんしゃ）は、日本国有鉄道（国鉄）が1970年（昭和45年）に試作した高速試験用の交直流特急型電車である。登場当初は1形式1両のみであったため（経緯は後述）、クモハ591形電車（くもは591がたでんしゃ）とも呼称された。

## 概要
高速道路網の発達に対応すべく、新幹線網完成までの在来幹線、特に特急「ひばり」が走行する東北本線上野駅 - 仙台駅間を念頭に、130 km/h 運転と自然振子式車体傾斜などによる曲線区間の通過速度向上によって、さらなる表定速度の向上を図ったうえで、現行の特急列車より1ランク上の高速列車を設定し、上野駅 - 仙台駅間を4駅停車で3時間20分程度で走破することを目指し、その試作車として川崎重工業兵庫工場により製作された。
形式の付番は新性能電車の車両形式に基づき、十の位が「試作車・試験車」を表す「9」となってはいるが、用途記号は事業用車にあたる「ヤ」ではなく営業用に準じ普通車を表す「ハ」を用いている。
本車試験中の全国新幹線網の建設計画進展により、東北本線をはじめとする主要幹線を車体傾斜式の高速列車で高速化することはなかったが、高速化の一環として取り入れられていた自然振子式車体傾斜など本形式で試験された要素の多くは、亜幹線の高速化を実現させた381系電車の開発に反映された。

## 製造の背景
国鉄では1960年（昭和35年）に列車速度調査委員会（別名：速度向上委員会）が常設機関として立ち上がり、さらなる列車高速化について検討が進められていた。
このうち旅客列車、特に特別急行列車に関しては、1968年（昭和43年）10月のいわゆる「ヨンサントオ」白紙改正で、一部線区（東北本線ほか7線区 1,830 km）で特急列車の120 km/h 運転が開始された。
一方で、この「ヨンサントオ」改正の大枠が決まった同年の第6回列車速度調査委員会では、全国的な高速道路網の発達に対しての危機感から、次なる目標を立てることとなった。この中では、自家用車などへの対抗上、表定速度を85 - 90 km/h から100 km/h 以上へ引き上げることが望ましいとされ、以上より当面の速度向上は、最高速度130 km/h 、乗心地と横圧の面から抑制されている曲線通過速度のさらなる向上（+20 km/h以上）、分岐器直線側通過速度 130 km/h を目標値とし、特定列車を対象とした速度向上（超特急列車の設定）を行うことで実現を目指すこととなり、同年4月9日の国鉄第175回常務会において了承された。
この実現に関しては、高速分岐器による分岐器通過速度の向上など、軌道側の施策も重要であったが、基本的考え方は高額の投資を避けるという方針であり、急曲線などの設備面の改良に依らず、曲線を高速で通過させる機構を組み込んだ車両の開発が大きな柱として位置づけられた。
このため本形式は、高速化にあたってのデータ取得のために、車体傾斜（自然振子）をはじめとする様々な新機軸を盛り込み、1970年（昭和45年）3月に落成、同年4月から1972年（昭和47年）度まで日本各地で試験を実施した。
なお、本形式の量産車に当たる車両の投入線区は、いくつか検討されたものの、前述したように東北本線が念頭に置かれることとなった。これは次の理由からである。
しかし、島 (1970a)によれば、1970年（昭和45年）の落成初期の時点で「あくまでも、最終的には新幹線と連携してそのスピード効果を全国におよぼすことにあり（中略）おそらく全国各線区で、新幹線のフィーダーとして使われることになるが」と、新幹線網完成ののちには、亜幹線に転用することが当初より念頭に置かれていた。

## 製造当時の構造
転向横圧対策として台車操舵（後述）を行う関係上、連接構造が採用され、16m級車体で10ｍ級車体を挟み込んだ、3車体4台車の構造となっている。このため、見た目上は3両編成であるが、検修の時を除いて切り離すことはできない不可分の関係にあるとして、車籍の上では3車体（Mc1-M2-Mc3）で1両の扱いとなり、クモハ591形（クモハ591-1）と称された。このため車号を示すステンレス切り抜き文字は中間のM2車側面中央にのみ表記され、各車にはユニット中のどの車体か、を示すMc1などのサフィックスが車体隅に表記された。

### 車体
低重心化と軽量化のため、車体外板には国鉄では301系電車以来となるアルミニウム合金を採用し、外板厚も側面2.5 mm 、屋根上1.6 mm 、前頭部は4 mm と 6 mm の組み合わせとして軽量化した。また、床下の側梁はアルミ・亜鉛・マグネシウムなどの合金とし、床下のキーストンプレートの窪みを配線スペースに流用して配線パイプを省略するなどの軽量化対策もなされている。
低重心化を考慮し、床面高さは従来車比で100 mm 低い。車体長はMc1・Mc3が16,600 mm、M2車が10,000 mm、連結面間距離含む全長は44,900 mmであった。この3車体を1ユニットとして、量産時には複数ユニット連結し、これにボギー車体の付随食堂車1両を加えて1編成とする構想となっていた。
前面形状は、一端 (Mc1) のデザインは前面非貫通で大型窓を採用した切妻型の低運転台、もう一端 (Mc3) は流線型で前面非貫通、583系様の高運転台とされた。これは運転台は重心を下げるためであれば低運転台が有利となるものの、当時国鉄車両設計事務所人間工学研究室から低運転台構造で速度を上げると、運転士にストレスがかかるという報告がされており、車体傾斜を実施する上での運転士の作業環境や身体に与えるストレスについて比較検討・調査するために作り分けられた。
車体色は当時の特急形電車と同様に、クリーム4号地に窓周りと前面前照灯周囲、車体裾と雨どいを赤色（赤2号）で塗装し、比較検討の為3車体すべてが異なる塗料・塗装方法で仕上げられており、従来のエナメル系塗料ではなくポリウレタン系塗料を用いた車体もあった。

### 主要機器
機器は低重心化のためパンタグラフを除いて床下に設置される。後述するように走行に必要な機器はMc1・Mc3の床下に集約搭載されている。
また、投入予定線区が東北本線であったことから、東北本線を走行することを念頭に置いて機器類の容量等は設定されている。

#### 台車
台車は、いずれも動力台車とされた。従来の国鉄電車の台車は軸箱支持に長年ペデスタル式を採用していたが、581系での長距離の過酷な運用に起因するトラブルが相次いでいたことの反省もあり、経年劣化が少ない軸箱支持板を用いた方式、リンク・板ばね併用式が採用された。また、曲線高速通過時の軌道破壊と乗心地悪化の低減を図る機構が複数比較検討された。
形式はMc1の運転台側がDT94（日立製作所製造）、Mc3の運転台側がDT95（日立製作所製造）、中間の連接台車がDT96（川崎重工業製造）と称した。比較は下表のとおり。車体傾斜については後節で述べる。
|          | DT94（Mc1運転台側）                                                                                 | DT95（Mc3運転台側） | DT96（中間台車）                                                                             |
| -------- | --------------------------------------------------------------------------------------------------- | --- | -------------------------------------------------------------------------------------------- |
| 横圧低減 | 移動心皿方式（仮想心皿）。モーターによりリンクを転換させ遠心力を配分。心皿移動量は0-300の間で可変。 | 移動心皿方式（強制移動）。心皿中心ピンを抜き、心皿位置を物理的に移動。心皿移動量は0か300の2点間移動のみ。加えて軸箱支持板を工夫し、曲線内外軌の軸重差を利用した台車操舵機能を設置。 | 自己操舵機構。Zリンクを用いて車体変位を台車に伝える。                                        |
| 車体傾斜 | 自然振子（コロ式）。                                                                                | 自然振子（コロ式）。側受装置内部に空気ばねを仕込んで車体荷重を一部負担し、コロの摩擦を低減。                                                                                        | 自然振子（コロ式）。側受装置内部に空気ばねを仕込んで車体荷重を一部負担し、コロの摩擦を低減。 |
| 軸箱支持 | 板バネとアルストムリンクを併用                                                                      | 板ばねとリンクの併用 | 板バネとアルストムリンクを併用                                                               |
| 軸距     | 2,300 mm                                                                                            | 2,100 mm | 2,100 mm                                                                                     |

DT94は横圧軽減対策として移動心皿方式を採用しているが、これはモーターと油圧リンクにより遠心力を分散し、実質的な心皿位置を変えることで、超過遠心力の着力点を列車進行方向の逆方向に移動させ前後軸間の横圧値を等しくする機構である。これに対しDT95は横圧軽減対策はDT94と同様の移動心皿方式であるものの仕組みが異なり、物理的に中心ピンを抜いて心皿位置を移動させる方式で、加えて車体傾斜機構のコロへの荷重を減らしてスムーズに作動させて自然振子に起因する振り遅れを軽減するため、枕はり内部の側受装置内部に特殊な俵型の空気ばねを内蔵している。また、DT95は軸箱支持板に6度の傾斜がついており、曲線走行時に内軌側と外軌側の車輪で発生する軸重の差によって、内軌側の軸距を小さく、外軌側の軸距を大きくすることで曲線区間での切込み角を軽減する機構が搭載された。
連接台車のDT96は、横圧軽減対策としてZリンクを介して車体の変移を台車枕はりに伝え、車体の回転力を利用して車軸を転向させ強制的に曲線区間での切込み角をなくす自己操舵方式を採用した。なお、車体傾斜機構関係や、枕はり内部の空気ばねはDT95と同じである。

#### 車体傾斜関係
国鉄では1968年（昭和43年）の列車速度向上委員会以前から車体傾斜列車の開発に着手しており、同年から北海道の狩勝実験線（根室本線旧線）にて貨車に試作台車（TR96）を装備して、曲線通過時にかかる超過遠心力を利用して車体を傾斜、左右定常加速度を低減する自然振子式車体傾斜の実験が行われていた。本系列でも、曲線高速通過を実現する技術試験の一環として、自然振子式車体傾斜が採用されている。
当時世界各国で試験されていた車体傾斜の方式の中には、小田急電鉄で試験されていた方式に見られるように、強制的に車体を傾斜させるものもすでに存在していたが、強制車体傾斜した場合、軸重が増加してしまう問題があった。また、後年の日本では、自然振子をコンピューター制御された油圧や電動のシリンダーで補助し、車体傾斜をより滑らかに実施する、制御付き自然振子が普及するが、これも当時基礎技術自体はできていたものの、当時はATSもS形が普及し始めたころの時期であり、地点検知の技術も未成熟であった。このため仮に採用するのであれば、演算のためにコンピューターなど2トン近い機器を車上に積むこととなるため採用は見送られた。
車体傾斜装置はTR96形台車で用いられていたT字リンク式をやめ、ED76形電気機関車の中間台車で採用例があったコロによる支持（コロ式）が採用されている。しかしこの方式は住友金属工業の周辺特許に抵触することが判明したため、国鉄が基本アイデアを出したうえで、国鉄が台車を実際に製造する日立製作所・川崎重工業との調整を行い、コロ式振子の当該部のみ住友金属工業に製造を委任した。いずれも、レール面上からの振り子中心高さは2,100 mm、車体の最大傾斜角は6°とした。

#### 電装関係
制御器は後述するブレーキシステムの関係で、ユニット内前後で2種を比較検討した。Mc1には高速域での制御と制動時にサイリスタによる界磁チョッパ制御（国鉄史上唯一）を行うCS41が搭載され、Mc3には従来通りの抵抗制御を行うCS42が搭載された。主変圧器は容量1,155 kVAのTM19、主整流器はシリコン整流器のRS40でMc3に搭載された。
制御器に合わせて主電動機も2種が併用されており、CS41に対応するDT94とMc1-M2間のDT96にはMT58X直流複巻電動機4基（各台車2基）、CS42に対応するDT95とM2-Mc3間のDT96にはMT59X直流直巻電動機4基（各台車2基）が、それぞれ装架された。基本的な性能は両者とも同一で、駆動装置は中空軸平行カルダン（歯数比1:4.05）、電動機定格回転数は2,385 rpm、公称定格速度は95.4 km/hと高速運転を重視した特性である。
パンタグラフは、下枠交差式のPS905がM2とMc3に装備されたが、M2のものは出前機のようにリンク機構で横移動可能な台にパンタグラフが載っており、自然振り子作用時には、台車枠につけられたコロ用の軸受け部のリミットスイッチにより、コロ上の揺れ枕との相対変位角度を検出し、屋根上の小型空気シリンダーによって機械的にパンタグラフを外軌側に傾斜させ（最大4度）軌道の直上に保持する機構が備えられている。これは、既存幹線に591系を投入した場合、車体傾斜によってパンタグラフと架線の偏倚が大きくなるため、架線の改修が必要になる問題があることを考えてのもので、比較のために固定式と移動式の両方が採用された。この関係でM2のパンタグラフ碍子は磁器ではなくエポキシ樹脂とされ、内部に空気配管を通している。また、集電舟体は、車体傾斜時の車両限界との関係から幅を通常より 150 mm 短縮し、集電幅を 44 mm 拡大しており、加えて舟体の形状も、平面と曲面の2種類を試験している。
床下機器についても、車体傾斜を行うことと低床化に伴い、高さや幅にも制約がでることから、遮断器に空気遮断器（ABB）ではなく真空遮断器（VCB）を用いるなど、小型化が徹底されている。

#### 制動方式・装置
ブレーキ装置は鉄道運転規則における、非常制動による制動距離600 m 以内停止を達成するため、機械的なブレーキに全面的には頼らず、発電ブレーキを常用することとされ、空気ブレーキは補助的なものとされている。
発電ブレーキは界磁チョッパ制御であるMc1車側2台車（CS41とMT58Xの組合せ）では、界磁チョッパ制御により発電ブレーキを作動させる方式であり、再粘着制御は界磁電流を絞り込むことにより行なわれる。従来型の抵抗制御であるMc3車側2台車（CS42とMT59Xの組合せ）では、4基の電動機をそれぞれ独立した主抵抗器につなぎ、4群の発電ブレーキ回路を構成している。そのため、1基の電動機で滑走が発生しても電流の低下を検知して個別に再粘着可能である。
空気ブレーキの指令は、当時の新性能電車では電磁直通空気ブレーキが一般的であったところ、あえて、キハ181系気動車と同系のCLE電磁自動空気ブレーキが採用された。これは、ブレーキの反応速度向上や滑走距離短縮、艤装の簡略化による機器の軽量化を達成することが目的であったとされている。
まだ、台車の制輪子は当時耐熱性に優れたレジン制輪子が摩擦係数や寿命の面で未成熟であり、一方で従来の鋳鉄制輪子は最高速度から制動をかけると溶融してしまいフェード現象を起こす可能性があること、全車電動台車であるが故にディスクブレーキを搭載できないことから、レジン制輪子のダブルシュー構造の踏面ブレーキとしている。

#### その他
冷房装置はMc1・Mc3の床下にAU33Xが、M2の床下にAU34Xがそれぞれ搭載された。また、営業運転に供する車両ではないが、側部には電動式の行先表示器が設置された。
中間のM2には便所が設置されているため、同車体の床下には汚物処理装置、水タンクが搭載された。

### 運転台・客室
運転台は前述のように低運転台と高運転台の2つが比較されたが、運転台そのものは共通であり、国鉄電車としては初の縦ハンドル式（横軸マスコンのツーハンドル式、MC52形主幹制御器とSE18形ブレーキ弁ハンドル）となっている。
室内の一部には座席が設置され、国鉄の普通座席用としては初となる簡易リクライニングシート（R50型）が試験的に採用されていた。この座席は軽量合金の採用による軽量化や、低重心化の工夫もなされていた。また、客用窓には581・583系同様のベネシャンブラインドを固定窓内部に内蔵する方式が採用されたが、581・583系と異なりその動作は電動化されており、客室窓下に動作スイッチが設けられている。M2車には便洗面所も設けられた。
連接部は全ほろとして車体にボルトで固定され、サン板は1枚構造のものが渡されていた。

### ユニット構成
中間車のM2にサービス機器を集中配置した関係上、走行用機器はMc1とMc3の2車体で分散配置しており、屋根上に機器を配置しない方針と車体傾斜に伴う艤装スペースの制約上、主抵抗器は分散配置するなどの工夫が見られる。

#### Mc1
東北本線上で東京方となる低運転台の先頭部を持つ車体（定員48名）。車体の仙台・青森方に出入り台と機器室を設けるほかは普通客室である。
床下には主制御装置・主抵抗器・界磁チョッパ装置、電動発電機（MG）、空気圧縮機（CP）、蓄電池、冷房装置が設けられている。

#### M2
3車体ユニットの中間車体（定員24名）。出入り台はなく、車体の仙台・青森方に便所と洗面台（各2組）を設け、そのほか車内は普通客室である。
屋根上には空気移動式パンタグラフが設けられているが、床下には走行用機器は一切設けられず、冷房装置、水タンク、汚物処理装置が設けられている。

#### Mc3
東北本線上で仙台・青森方となる高運転台の先頭部を持つ車体（定員48名）。車体の東京方に出入り台と機器室を設けるほかは普通客室である。
屋根上には固定式パンタグラフが設けられ、床下には主変圧器、特高圧機器箱、主整流器、主制御装置、主抵抗器、ブレーキ制御装置、冷房装置が設けられている。

## 試験
前述してきたように東北本線への投入が念頭にあったため、性能試験は当初仙台運転所と郡山工場を基地に行うこととなった。
当初計画されていた591系の量産車にあたる車両の導入スケジュールは、量産試作車の制作に1971年（昭和46年）9月には着手し、翌1972年（昭和47年）6月には完成させ、12月には先行して営業運転に投入、翌1973年（昭和48年）6月には量産車の設計に着手する、というものであった。これは、併せて実施が必要となる東北本線の地上設備改良（高速分岐器化など）の進捗ペースを加味したものであり、加えて、1972年（昭和47年）中に予定されていた山陽新幹線の岡山開業に合わせ、車体傾斜車両と、ガスタービン車（→キハ391系）を登場させて国鉄の目玉商品としたいという営業上の理由、今後の新幹線網の拡充が決定した場合、当初計画していた東北本線など、主たる幹線への登場機会を失ってしまう可能性があると考えられたことによる時間的制約のためで、591系も当初は1970年（昭和45年）中に大体の性能を見極め、以降は耐久試験に供する計画とされていた。

### 1970年（昭和45年）度第1次試験
落成後は1970年（昭和45年）3月27日に公式試運転を実施し、同日付で仙台運転所に配置された。翌28日には、仙台駅 - 野崎駅間で試運転を行う姿が目撃されている。
その後引き続き4月23・24日に東北本線五百川駅 - 仙台駅間で車体傾斜・操舵機構の機能をロックした状態で120 km/hまでの加速等、基本的な性能にかかる試験を実施し、翌5月から6月にかけては車体傾斜・操舵台車を用いて、藤田駅 - 白石駅間・福島駅 - 仙台駅で曲線通過速度向上試験（本則+20 km/h）を実施した。

### 1970年（昭和45年）度第2次試験
1970年（昭和45年）5月に入り、全国新幹線鉄道整備法が公布されたが、引き続き試験が進められた。7月には藤田駅 - 仙台駅間で引き続き曲線通過速度向上試験（本則+30 km/h）を実施した他、直線区間での130 km/h までの速度向上試験も実施した。

### 1970年（昭和45年）度第3次試験
10月に入ると、白石駅 - 仙台駅間での電気ブレーキ使用時の粘着性能の試験が行われ、11月に入ると藤田駅 - 仙台駅間で、これまでで最速の直線区間最高速度135 km/h 、曲線区間本則+35 km/h で走行する曲線通過速度向上試験が行われた。
11月25日・27日には上野駅 - 仙台駅間351.8 km での長距離走行試験が実施された。25日（仙台駅→上野駅）は最高速度125 km/h 、曲線通過速度本則+5 km/hでの予備試験であり、本試験の27日（上野駅→仙台駅）は営業列車の合間を縫う形でこそあったが、直線区間最高速度130 km/h、曲線区間は本則+20 km/hで走行し、途中8駅に停車しながら、当時の特急「ひばり」より14分早い3時間39分で走破、良好な成績を得た。この試験においては、道中で高速分岐器の性能も試験されている。
なお、この予備試験が行われた11月25日に東北新幹線着工決定がなされている。
このほか、郡山工場にて車体傾斜の定置試験も実施されている。
なお、当初は9月に、591系と455系（もしくは483系）を併結し、量産化時に連接3車体のユニットを複数連結した場合の挙動を確認する試験が予定されていたが、これは行われなかった。

### 1970年（昭和45年）度第4次試験
年が明けて1971年（昭和46年）に入ると、1月に仙台駅 - 青森駅間を直線区間は最高速度135 km/h 、曲線区間は本則+35 km/hで走行する耐寒耐雪試験が行われた。2月には運転室の高さや機器配置など、人間工学にかかる試験や主変圧器のサージについての定置試験も行われている。

### 20m級ボギー車2両への改造

#### 改造に至る経緯
連接台車を採用した場合、設計上反力によって前の台車に負荷が出ることが予想されており、実際の試験でも先頭台車第1軸に過大な横圧がかかった。加えて中間台車のDT96でのZリンクによる台車操舵については、取り外しても横圧緩和効果に差がほとんど認められず、むしろZリンクがある場合は先頭台車における横圧が比較的ひどく、分岐器通過時にも大きな横圧を発生させた。
このため連接構造を仮に採用するならば先頭台車の横圧軽減を行う必要があった。横圧軽減の機構であった心皿移動機構については、一定の効果は認められたものの、機能を切った状態のDT95台車と心皿移動機構を生かした状態のDT94台車とで、比較試験したところ、横圧値は大差ない結果となった。このため、心皿移動機構についても、横圧がデータ上傾向的に改善しているといった程度で、安定的な改善には至らず、メンテナンス性や維持費を考えると採用に見合うものではないと結論付けられ、技術的な面から連接構造を採用する意義は試験開始早々に消滅してしまった。
また、連接構造を採用した場合、地上設備の改修が必要となるほか、連接台車の管理の問題があり、営業上も中間車両が短くなることによる乗客の圧迫感、在来車両とホーム乗車位置が合わない、といった問題点があったため、20 m 級ボギー車とすることが望まれることとなった。
こうしてボギー車での車体傾斜特性・振動特性を測定し、連接車と比較検討することを目的に、1970年（昭和45年）度第4次試験が1971年（昭和46年）2月に終了すると、郡山工場に入場し、3月末までに連接車3両編成から車体長19,775 mmのボギー車2両編成へ改造されることとなった。改造費用は5,840,860円（決算額）であった。

#### 改造内容
中間車体（M2）を廃棄し、Mc1・Mc3の車体を新たに製造した構体により2,925 mm 延長した。改造にあたっては量産車への設計期間への影響を避け、工期を短縮する目的で、アルミニウム合金製ではなく普通鋼が採用された。このため溶接ができず、既存の妻面に厚さ3.2 mm の鋼板を巻き、ボルト（タッピングビス）で締結した。併せて、台枠部分は既存の心皿部と側梁部に厚い軽合金板を溶接し、鋼製の台枠をボルト締結した。
延長部分の構体内部に客室は設けられず、簡易便所と移設した機器類のみが設けられている。また、車端ダンパーが妻面下部に新設され、車体傾斜時の異常振子振動を抑える役割を持たせた。
台車は、連接部に装着されていたDT96の自己操舵機構を撤去し一部車輪を一体車輪からスポーク車輪に変更した上で、旧連接台車心皿位置に装着した。
2車体間の連結器については、落成当初両先頭部に取り付けてあった回転可能な密着連結器を中間連結部に転用した。このため、両端の連結器は通常の密着連結器に換装された。
パンタグラフは、旧Mc3のものをそのままの位置で使用することとした。
この改造により、旧Mc1がクモハ591形 (クモハ591-1、Mc、Mc1とも) 、旧Mc3がクモハ590形 (クモハ590-1、M'c、Mc3とも) となった。

### 1971年（昭和46年）度第1次試験
前例のない工法での車体の延長工事であったため、1971年（昭和46年）度の試験は、4月に郡山工場と鉄道技術研究所車両構造研究室による確認試験（定置試験）から始まった。この試験では垂直曲げ試験時に延長部分に比較的高い値が見出されたため、隅部の補強を実施したものの、それ以外は特に問題はなく、3月31日付で郡山工場を出場した。
その後翌5月から6月にかけては、槻木駅 - 藤田駅間で、直線区間は最高速度135 km/h 、曲線区間は本則+35 km/hで走行する試験が行われた。結果、横圧の定常値こそ連接車体比約25%の増加を見たが、十分小さい値であり、ボギー車でも特に走行性能上・乗心地上の難はないことが確認された。

### 1971年（昭和46年）度第2次試験
7月に入ると「特殊試験」と称して、特殊軸箱支持装置、ばね下重量の増加、普通鋼製車体相当への車重増加に対する試験を行った。この試験も、直線区間は最高速度135 km/h 、曲線区間は本則+35 km/hで走行した。

### 1971年（昭和46年）度第3次試験
前述したように東北新幹線の着工が決定し、1971年（昭和46年）1月には全幹法第5条第1項の規定による「建設を開始すべき新幹線鉄道の路線を定める基本計画」（昭和46年告示第17号）により東北新幹線（東京都 - 盛岡市）ほかの基本計画が公示され、同年4月には全国新幹線鉄道整備法案が成立、この時点で東北新幹線は1976年（昭和51年）度とかなり早期の開業が見込まれることとなった。
このため東北本線への量産車投入は、車両の製造や軌道・架線の改修などへの設備投資や、新幹線開業度の車両転用を考えると費用対効果が薄くなることが予見された。
こうした経緯から、591系は量産車の制作着手を前に新幹線網計画を勘案して投入計画を白紙再検討することとなった。この検討中の段階では関係者が私案として、北陸本線大阪駅 - 富山駅間への投入を一例にあげている。
落成当初の試験計画ではこのころから長期走り込みによる耐久試験を行う予定であったが、ここからは新たな投入線区を模索するような動きが行われることとなり、試験の舞台をより曲線半径がきつく（東北本線はすべて半径400m以上）線路等級が低い3級線（許容軸重15 t 、最高運転速度 95 km/h）クラスの亜幹線へとシフトさせていった。
11月には長野運転所へ転属し、信越本線上田駅 - 黒姫駅間（半径300mの曲線が介在）で、直線最高速度115 km/h、曲線通過速度本則+25km/hでの試験が行われた。試験では特に問題は生じなかった。

### 1971年（昭和46年）度第4次試験
翌1972年（昭和47年）1月に入り、引き続き上田駅 - 黒姫駅間にて翌2月初旬まで耐寒耐雪試験が行われた。
2月28月には舞台を鹿児島本線熊本駅 - 西鹿児島駅間（このうち熊本駅 - 八代駅、出水駅 - 川内駅間）に移し、37kgレール採用区間での速度向上の可能性（直線最高速度130 km/h、曲線通過速度本則+30 km/h）を探る試験が行われた。鹿児島本線での試験では、37kgレール区間ではR400m以下の曲線で大きな横圧が発生する箇所が多く、信越本線と比較して横圧が約1 t 増加することがわかり、37 kg レールでの曲線区間高速化は+20km/hが限度であるとのデータを残している。

### 1972年（昭和47年）度の試験
591系の落成と前後して、中央本線（中央西線、以下特記ない限り中央西線と表記）・篠ノ井線名古屋駅 - 長野駅間の直流電化・一部線増・新線切替が、1973年（昭和48年）7月を目処に進められ、特急列車主体の列車体系を組むこととなっていた。
しかし、名古屋駅 - 長野駅間（252.3 km）は曲線区間が45.2%（115 km）、うち半径600 ｍ 以下の曲線が全体の23.8％（60 km）を占めるため、電化しても当初予定の181系電車の転用では所要時間3時間45分と、従来のキハ181系「しなの」比で10分程度の所要時間短縮にしかならず、曲線の通過速度が向上しない限り、大幅な速度向上が見込めないと考えられた。一方で、同時期には中央自動車道が部分開通を繰り返し延伸を続けており、その対抗上、電化による速度向上効果を最大限に発揮させるため、車体傾斜式車両の量産車を新造投入し、同区間を3時間20分台で結ぶことが決定した。
これと前後し1972年（昭和47年）5月、速度調査委員会では、車体傾斜車両による速度向上は可能であると判断し、営業用車両制作への移行を決定し、常務会に諮問、了承を得た。
このため1972年（昭和47年）度の591系は量産車へのフィードバックを目的とした継続技術課題として、耐久試験や運転・保守上の問題点の洗い出し・検討・積雪区間における車体傾斜特性の調査検討のため、長野運転所、長野工場にて台車各部の分解試験、信越本線小諸駅 - 黒姫駅間での走り込みを主体とした長期走行試験、中央西線名古屋駅 - 釜戸駅間での高速域走行試験（曲線通過速度本則+25 km/h）、信越本線長野駅 - 直江津駅間での着雪時の車体傾斜、耐寒耐雪状況の調査（曲線通過速度本則+25 km/h）を実施した。
このうち中央西線での試験は、1973年（昭和48年）1月30日から開始され、初日は95 km/h で試験走行し、翌日から3月8日にかけ、最高速度120 km/h で高速走行を実施した。

### 試験結果の反映

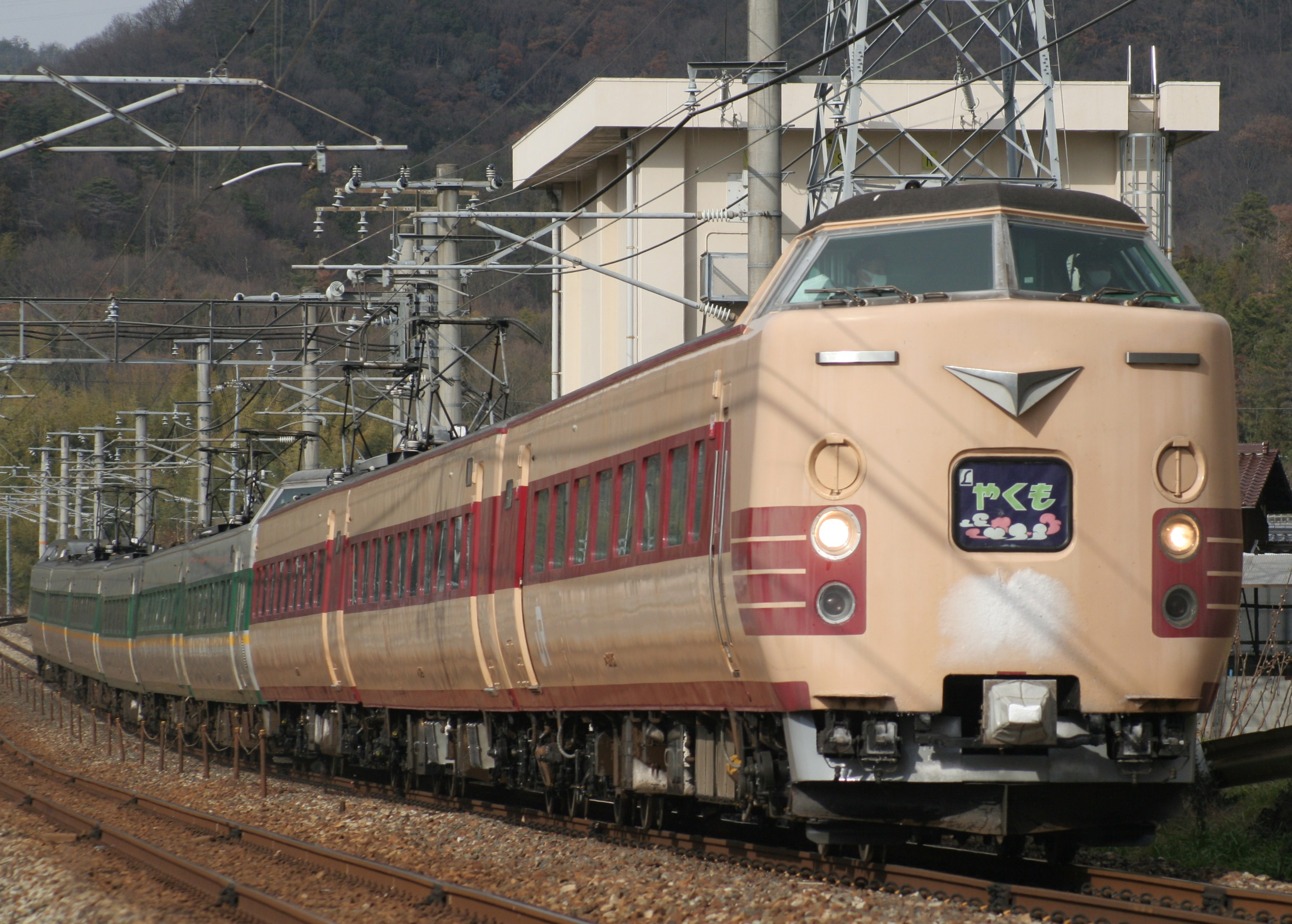
試験結果を反映させた381系電車

1973年（昭和48年）には本系列における試験結果を反映し、日本初の営業用自然振子式車体傾斜車両、381系電車が中央西線・篠ノ井線で営業投入されることとなった。
381系は591系の試験結果や改良点が多く反映され、たとえば、技術面ではアルミ合金製車体による軽量化、台車における軸距2,300 mm の採用、ころ式自然振子装置、非常制動まで含めた電空併用の制動、床下搭載の冷房装置などが継承され、試験の結果問題がないとされた通常のボギー車による、従来型特急車同様のMM'ユニット方式の踏襲、高運転台の採用、より振子作用を容易とするために振子中心高さを上げる（レール面上2,100 mm →2,300 mm）、ころに焼入れをすることによる転動面の寿命延伸、雪対策を応用したころ装置の密閉・与圧による防塵対策、といった改良がなされた一方で、投入線区の実情などに合わせた装備の最適化・省略が下記の通り行われている。
- 直線区間の多い東北本線への投入ではなく、ほぼ半分が曲線となる中央西線・篠ノ井線へ投入となったため、投入線区の線路状態、130 km/h運転対応に要する設備投資の費用対効果などから、最高速度は従来車と同様の 120km/h 、曲線通過速度は本則+25 km/hとした。
- 台車心皿移動装置は、先頭台車用としては十分効果ありとなったが、構造・操作が複雑であり、電化に伴う軌道強化で対応可能との判断から、装備されなかった。
- 将来想定される運転線区も直流電化線区が想定されたため、交流電化区間への対応はされなかった。
- 4系統独立発電ブレーキ制御を行う場合、効果を十分に発揮するためには全電動車方式が要求され、変電所の増強などコスト面で過大となる。複巻電動機を使用した界磁チョッパ制御も回路が複雑である。このためいずれも実用化を見送った。
- パンタグラフは集電舟のRを大きくする対策を行った一方で、車体傾斜角が小さくなったことと、既存の電化幹線ではなく新たに電化される路線に投入されるため、移動機構の採用を見送り（架線位置を当初から車体傾斜に対応した位置として対応）[31][77][73]。
- 591系で採用のいずれの台車も軸箱支持にリンク・板ばね併用式を採用し、良好な走行性能を示していたが、横圧によって板ばね・ベアリングに無理な力が生じていたことから、381系（DT42形）では、上部のリンク支持も板ばねに変更し、IS式・アルストム式の折衷形態とした。
- 側面窓のベネシャンブラインドは手動開閉とする[80]。

それでもなお、381系それ自体は、最高運転速度120km/h 、曲線通過速度本則+20km/h 、分岐器直線側通過速度 100 km/h の条件で、線路等級1 - 2級の線区を走行した場合、表定速度90 - 95 km/h を叩き出せる程度の性能は有していた。しかし、381系の実際の用途としては、線路等級が低い線区で地上設備への投資を抑えつつ速度向上を図る手段としての活用が主となった。
また、車内で試用した簡易リクライニングシートR50型は、381系の前年、1972年（昭和47年）登場の183系電車の普通車座席（R51系）として採用されて以降、381系のR52系（量産先行車はR52、量産車はR52N）はじめ、その後の国鉄特急形車両の普通車に多数導入され、旅客サービスの一定の向上に寄与した。

### 試験終了後
試験終了後の1973年（昭和48年）、同年にガスタービン動車のキハ391系も試験がひと段落した。キハ391系は591系と構造は異なるが同様に連接式構造の低重心車体・自然振子式車体傾斜を採用していたが、試験ではこれに起因する不具合があったことや、消音装置の効果を高めるためガスタービンエンジンを床上ではなく床下に収めたい都合上、今後計画していた量産車では20 m 級ボギー車による1M1Tのユニットを採用することとなった。
しかし、20m 級車両での4軸駆動は駆動系が長くなり、車体傾斜（自然振子）の動きを阻害する可能性があったため、量産形式の制作に先立ち591系の車体を流用したガスタービン2次試験車を制作する計画が持ち上がった。
この改造では、Mc（クモハ591-1）をMc、Mc'（クモハ590-1）をTcとし、Mc床下に川崎重工業KGR1400ガスタービンエンジン（1,100 PS/19,000 rpm）を搭載し、床上の四隅には吸排気装置や電源装置・機関冷却装置を搭載、Mcの台車は新製し、ブレーキ装置や冷房装置は流用する計画であった。
しかし、同年10月に発生した石油危機、投入候補であった伯備線や田沢湖線の電化決定により、国鉄のガスタービン車開発は正式な中止アナウンスこそなかったものの、フェードアウトしていくこととなり、591系を使用した2次試験車は落成しなかった。
その後も591系は長い間岡谷駅構内に留置されていたが、1980年（昭和55年）3月26日付で廃車され、同年秋頃に長野工場で解体された。なお、DT96のうち1台は大阪市港区の交通科学博物館で展示されていたが、同館の閉館後の行方は不明。